# Crush 40 (アルバム)
『Crush 40』（クラッシュフォーティー）は、2003年2月18日に発売された、Crush 40名義でのファースト・アルバム。
日本では「Sons of Angels」名義でリリースされたアルバムをヨーロッパでリリースする際、同名のバンドが再結成していたためバンド名を「Crush40」に変更してリリースされた。
『Thrill of the Feel』とは、インストゥルメンタルの5曲が削除され、ボーナストラックと「Live & Learn」の3曲が追加されている以外、曲順は異なるが同一の内容。

## 収録曲
1. Live & Learn
（作詞：Johnny Gioeli　作曲・編曲：瀬上純）
ドリームキャスト用ゲームソフト「ソニックアドベンチャー2」（以降SA2）メインテーマ
2. Revvin' Up
（作詞：Johnny Gioeli　作曲・編曲：瀬上純）
3. Into The Wind
（作詞：Johnny Gioeli　作曲・編曲：瀬上純）
4. In The Lead
（作詞：Johnny Gioeli　作曲・編曲：瀬上純）
5. Watch Me Fly...
（作詞：Johnny Gioeli　作曲・編曲：瀬上純）
6. Fuel Me
（作詞：Johnny Gioeli　作曲・編曲：瀬上純）
7. Dangerous Ground
（作詞：Johnny Gioeli　作曲・編曲：瀬上純）
8. All The Way
（作詞：Johnny Gioeli　作曲・編曲：瀬上純）
9. Open Your Heart
（作詞：瀬上純 & Takahiro Fukuda　作曲：瀬上純 & 床井健一　編曲：瀬上純）
ドリームキャスト用ゲームソフト「ソニックアドベンチャー」（以降SA）メインテーマ

-BONUS TRACK-
1. It Doesn't Matter
（作詞：瀬上純 & Takahiro Fukuda　作曲・編曲：瀬上純　歌：Tony Harnell） 
SAに使用されたソニックのテーマソング
2. Escape From The City
（作詞：Ted Poley　作曲・編曲：瀬上純　歌：Ted Poley & Tony Harnell） 
SA2アクションステージ「City Escape」BGM

## ラインナップ
ボーカル
Johnny Gioeli (Track 1〜9)
Tony Harnell (Track 10 , 11)
Ted Poley (Track 11)
ギター
瀬上純
ベース
種子田健 (Track 1 , 11)
柴田直人 (Track 2〜10)
ドラムス
Katsuji (Track 1 , 11)
本間大嗣 (Track 2〜10)